# Reinerus Wilhelmus Josephus Antonius Franciscus van Middachten

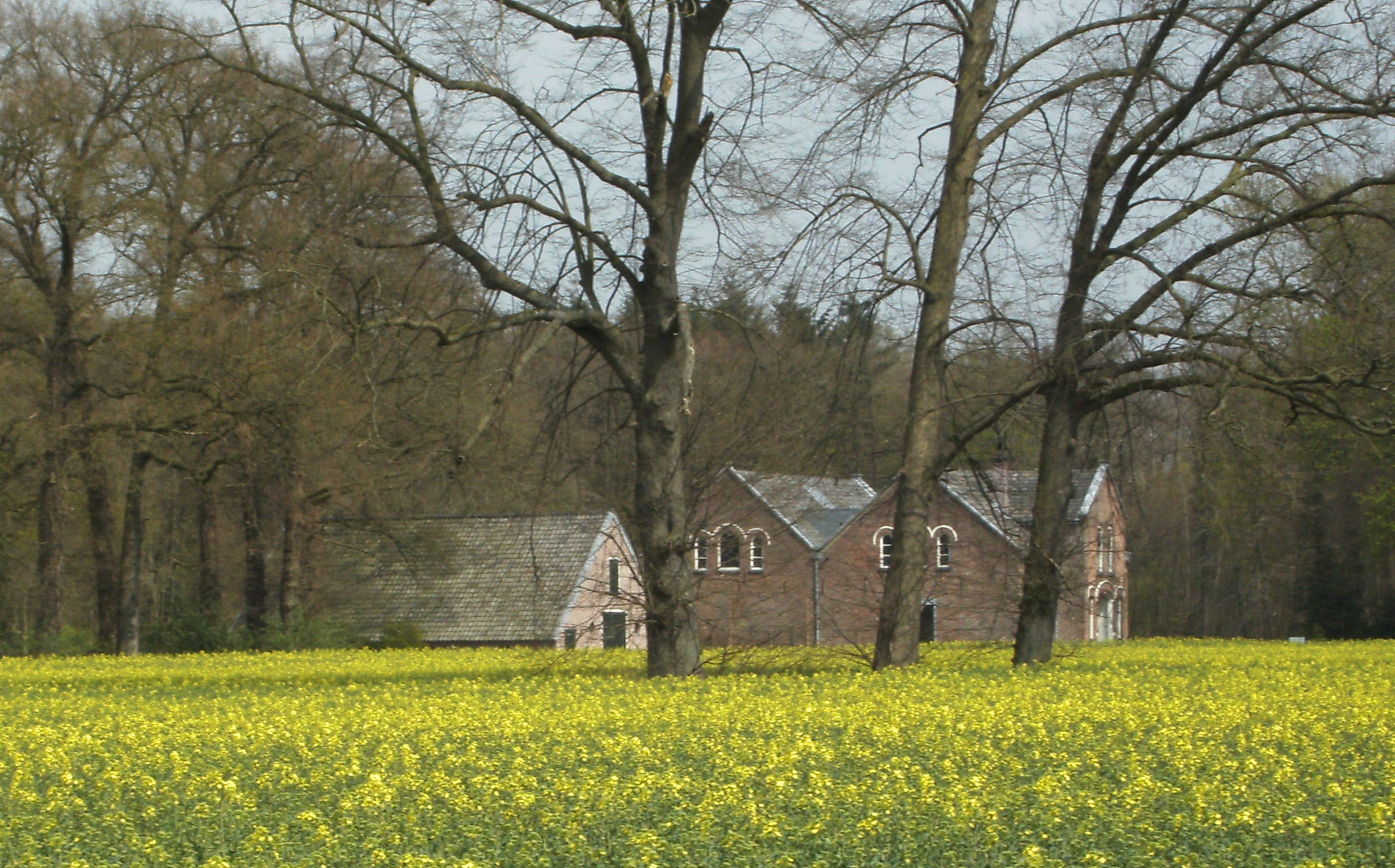
Voormalig koetshuis en boerderij op landgoed Frieswijk met koolzaadveld

Reinerus Wilhelmus Josephus Antonius Franciscus van Middachten, heer van Vrieswijk en Oldhagensdorp,  (Colmschate, 18 februari 1755 – Wirdum, 22 augustus 1840) was een Nederlandse politicus.

## Familie
Van Middachten was een lid van de familie Van Middachten en een zoon van Willem Theodoor van Middachten tot Vrieswijk (1725-1796) en  Gijsbertha Norberta Maria Everdina Josina van Dorth, vrouwe van Oldhagensdorp ([1728]-1807). Hij trouwde in 1779 met Petronilla Jacoba van Asbeck (1757-1832), lid van de familie Van Asbeck, uit welk huwelijk 12 kinderen werden geboren. Hij was door zijn huwelijk een zwager van Gerrit Ferdinand baron van Asbeck tot Berge en Munsterhausen (1764-1838), lid van de Eerste Kamer en kamerheer des konings. Hij erfde van zijn vader havezate Vrieswijk en van zijn moeder Oldhagensdorp.

## Loopbaan
In 1795 werd Van Middachten lid van de Vergadering van provisionele representanten van het Volk van Overijssel. In 1813 werd hij lid van de raad van Vollenhove. In 1814 was hij lid van de Vergadering van Notabelen voor het departement Monden van de IJssel. In datzelfde jaar werd hij benoemd in de ridderschap van Overijssel waardoor hij en zijn nageslacht gingen behoren tot de Nederlandse adel. Van 1815 tot 1818 was hij lid van de Provinciale Staten van die provincie.
- Biografisch Portaal: 40974569
- International Standard Name Identifier: 0000 0004 2307 0626
- Nederlandse Thesaurus van Auteursnamen: 353811424
- Parlement.com: vg09llvpwlyb
- Virtual International Authority File: 305800680
- WorldCat: E39PBJbGXG76mJCVJcRbMxf8YP